# Henryk Jordan
Henryk Jordan (ur. 23 lipca 1842 w Przemyślu, zm. 18 maja 1907 w Krakowie) – polski lekarz, społecznik, pionier wychowania fizycznego w Polsce. Od 1895 profesor ginekologii i położnictwa na Uniwersytecie Jagiellońskim. Znany głównie z zakładania ogrodów zabaw dla dzieci, tzw. ogrodów jordanowskich.

## Życiorys

### Lata młodzieńcze
Pochodził ze zubożałej szlacheckiej rodziny potomków możnych niegdyś Jordanów z Zakliczyna. Był synem Bonifacego Jordana i Salomei z Wędrychowskich. Ojciec jego zarabiał dawaniem korepetycji, matka natomiast prowadziła pensjonat dla panien.
Wykształcenie gimnazjalne zdobył w Tarnopolu (pierwsze cztery klasy) i Tarnowie. W 1861 brał udział w narodowych manifestacjach, za co groziło mu relegowanie ze szkoły, więc w 1862 wyjechał do Triestu, a rok później złożył egzamin dojrzałości w języku włoskim (został wyróżniony). Zaczął studia medyczne w Wiedniu. Od 1863 kontynuował naukę na Uniwersytecie Jagiellońskim. Studia zakończył w 1867 egzaminem ścisłym, nie przystąpił jednak do egzaminu dyplomowego z powodu zapalenia opłucnej. Wyjechał do Berlina, a stamtąd do Nowego Jorku. W Stanach Zjednoczonych po raz pierwszy zetknął się z gimnastyką szwedzką dla młodych kobiet i dziewcząt (system Linga), która stała się jego pasją.

### Działalność na polu medycyny
Podczas pobytu w Stanach Zjednoczonych Jordan rozpoczął praktykę położniczą i ginekologiczną, tam otworzył też szkołę położnych. Później prowadził praktykę w Anglii i Niemczech.
Po powrocie do Polski w 1870 otrzymał dyplom doktora medycyny. Po krótkiej praktyce położniczej w Wiedniu objął asystenturę w katedrze ginekologii i położnictwa w Krakowie, kilka lat później otworzył także prywatną praktykę lekarską. Do jego pacjentek należała m.in. księżna cieszyńska Izabella Habsburg, żona arcyksięcia Fryderyka Habsburga. Zdobył uznanie jako lekarz ginekologii, specjalista położnik, a także jako wykładowca. W 1890 otrzymał tytuł profesorski. Dwukrotnie (1898/1899 i 1904/1905) pełnił funkcję dziekana na Wydziale Lekarskim UJ.
W jego dorobku znajduje się szereg publikacji medycznych i popularyzatorskich, m.in. Nauka położnictwa dla użytku położnych (1872) czy podręcznik Nauka położnictwa dla użytku uczniów i lekarzy. Dział I, Fizjologia i dietetyka ciąży, porodu i połogu (1881).
Był przeciwnikiem równouprawnienia kobiet w dostępie do zawodu lekarskiego. W 1897 zagłosował przeciwko przyjmowaniu kobiet na Wydział Lekarski.
Henryk Jordan zaangażował się w działalność wielu instytucji związanych z medycyną, m.in. kierował Krakowskim Towarzystwem Ginekologicznym i Krakowskim Towarzystwem Lekarskim, tworzył Towarzystwo Opieki Zdrowia i Towarzystwo Samopomocy Lekarzy. Założył i redagował czasopismo Przegląd Higieniczny. Dzięki działaniom Jordana wprowadzono w szkołach obowiązkowe lekcje gimnastyki (zwanej później kulturą fizyczną bądź wychowaniem fizycznym) oraz opiekę lekarską, a także kursy dla nauczycieli wychowania fizycznego na UJ. Był członkiem korespondentem Towarzystwa Muzeum Narodowego Polskiego w Rapperswilu od 1890. W 1906 został członkiem Najwyższej Rady Sanitarnej w Wiedniu.

### Funkcje społeczne

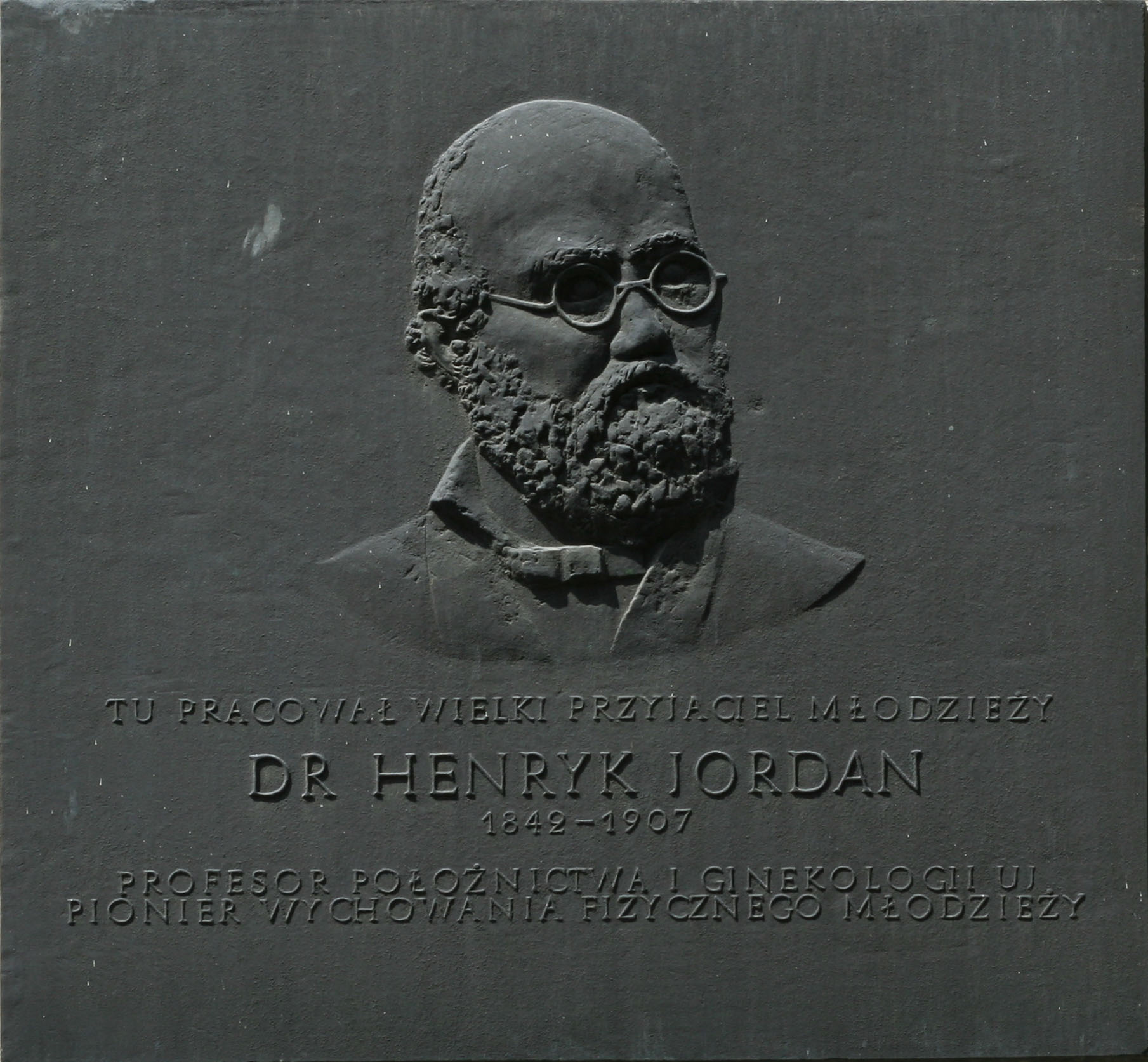
Tablica pamiątkowa przy ul. Wiślnej w Krakowie

Henryk Jordan był wielkim społecznikiem o wszechstronnych zainteresowaniach. Obok szeregu działań podejmowanych na niwie medycyny pełnił również inne ważne funkcje społeczne. W latach 1881–1907 był radnym miasta Krakowa. Od 1895 do 1901 był posłem z okręgu krakowskiego na galicyjski Sejm Krajowy. W latach 1902–1907 uczestniczył w pracach Rady Szkolnej Krajowej. We wszystkich tych instytucjach również prowadził szeroką działalność na rzecz rozpowszechniania higieny itp.
Był także prezesem Towarzystwa Nauczycieli Szkół Wyższych, Towarzystwa Muzycznego w Krakowie. Działał w wielu innych instytucjach, w szczególności angażując się w pomoc dla ubogiej młodzieży. Brał udział także w pracach Towarzystwa Gimnastycznego „Sokół” angażując się w zakładanie kół Sokoła w Małopolsce oraz na Śląsku Cieszyńskim. Był m.in. współzałożycielem oraz honorowym członkiem Towarzystwa Gimnastycznego „Sokół” w Cieszynie powstałego w 1891, któremu ofiarował przyrządy do ćwiczeń gimnastycznych .
Zainicjował powstanie Towarzystwa Tanich Mieszkań dla robotników katolików i był pierwszym prezesem tego stowarzyszenia. Przez wiele lat był prezesem wydziału muzycznego Towarzystwa „Harmonia” do 1899.
W 1889 zorganizował chór młodzieży rękodzielniczej, wychodząc z założenia, iż w czasach niewoli najlepszą ostoją ducha narodowego będzie pieśń patriotyczna i religijna. Pierwsze oficjalne występy Chóru dra Jordana odbyły się już w 1889. Miały one miejsce w kościele pijarów. Obok występów w kościołach chór zapraszano na akademie i wieczorki patriotyczne. Po kilku latach działalności zespół śpiewaczy liczył 40 członków – młodzieńców ze środowisk rzemieślniczych.
Był fundatorem dwóch pomników na Plantach: Lilli Wenedy – dla uczczenia Juliusza Słowackiego oraz Grażyny i Litawora – dla uczczenia Adama Mickiewicza. Zostały wyrzeźbione na jego zlecenie przez Alfreda Dauna, któremu wcześniej ufundował prywatne stypendium w celu studiowania rzeźby w Wiedniu.
Wspierał młodych Polaków z zaboru pruskiego, organizując dla nich wyjazdy do Krakowa i Galicji, aby mogli podszkolić język ojczysty, obejrzeć pamiątki narodowe i umocnić się w polskości. Uczestniczył w pracach organizacji walczącej z gruźlicą, zabiegał o sanatorium dla gruźlików z biednych rodzin, organizował akcje kolonijne dla dzieci z Krakowa i Podgórza, był aktywnym członkiem Rady Szkolnej Krajowej we Lwowie oraz Najwyższej Rady Sanitarnej w Wiedniu.

### Park Jordana
Największym i najbardziej zapisanym w historii dziełem Jordana było założenie na krakowskich Błoniach (na wzór amerykański) w 1889 pierwszego w Europie publicznego ogrodu zabaw i gier ruchowych dla dzieci do lat 15, który Rada Miejska w Krakowie w podzięce za utworzenie parku oficjalnie nazwała Parkiem Miejskim im. dr Henryka Jordana. Powstał on na terenach po wystawie przemysłowej. Mieściły się w nim rozmaite urządzenia sportowe: basen, 12 boisk – każde o innym przeznaczeniu, ścieżki zdrowia i wiele innych. W ogrodzie Jordana można było ćwiczyć lekkoatletykę i gimnastykę. Inicjatywa wzbudziła zainteresowanie ówczesnych mediów: o parku i jego ofercie dla młodzieży pisała prasa galicyjska, polska, a także zagraniczna – austriacka, niemiecka, szwajcarska i francuska. Do Krakowa przyjeżdżali zainteresowani z Europy, aby zobaczyć park i przeszczepić jego ideę do innych miast
W parku znajdowały się także sale do zajęć w razie niepogody, prysznice, szatnie, magazyny, a od 1906 warsztaty do prac ręcznych i poletka doświadczalne. Była również „Mleczarnia” służąca dożywianiu dzieci.
Jordan bezpośrednio uczestniczył w działalności Parku, organizując i bezpośrednio nadzorując podejmowane w nim działania. Z jego inicjatywy także postawiono tam 44 pomniki wybitnych Polaków, mające służyć – wraz z organizowanymi przy pomnikach przez Jordana pogadankami – edukacji patriotycznej dzieci i młodzieży. W czerwcu 1914 postawiono w Parku jego pomnik. Autorem monumentu był Jan Szczepkowski. Pomnik zajął centralne miejsce na kolistym placu, pośrodku klombu, w otoczeniu popiersi sławnych Polaków. Na masywnym cokole o podstawie w formie półkoliście wygiętych ku przodowi stopni, umieszczono nadnaturalnej wielkości popiersie Jordana. Na frontowej ścianie czworobocznego postumentu widnieje napis: „Henrykowi Jordanowi wdzięczni rodacy” oraz daty urodzin i śmierci doktora. Natomiast na tylnej ścianie postumentu umieszczono następujące słowa: „Żeś o siły i zdrowie młodzieży serdecznie się troszczył nie szczędząc mienia i trudu, błogosławić Ci będą przyszłe pokolenia narodu”. Poniżej widnieje data MCMXIV i łacińska sentencja: „Fortes Creantur Fortibus et Bonis”. Cały pomnik został obwiedziony szerokim, płaskim kamiennym krawężnikiem.
20 maja 1907 został pochowany w grobowcu rodzinnym na cmentarzu Rakowickim w Krakowie (kwatera S, rząd płd.-wsch.).

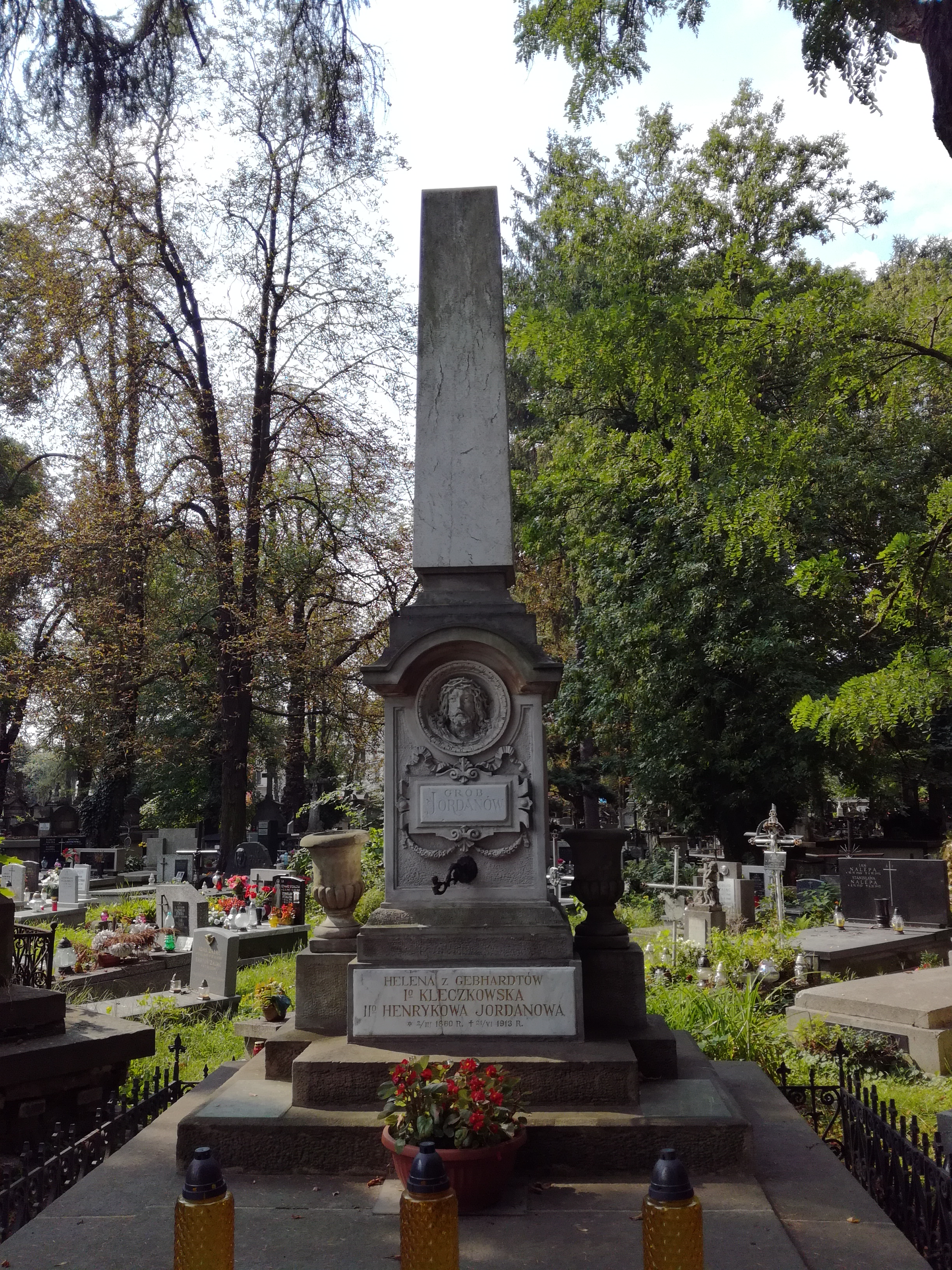
Grób prof. Henryka Jordana na cmentarzu Rakowickim

## Działalność i motta
Wszystkie zajęcia poprawiające rozwój psychomotoryczny dla określonych grup wiekowych były prowadzone przez lekarzy.
Za cel stawiał sobie: Dawać zdrowie i radość poprzez gry w słońcu i na powietrzu. Twierdził że: Ciągle być poważnym i nieustannie pracować żaden człowiek nie zdoła. Zmęczone ciało wymaga odpoczynku, znużony umysł wymaga wytchnienia, a dusza pragnie wesołości, tego nastroju, który życie milszym nam czyni.

## Ogrody jordanowskie
Koncepcja ogrodu zabaw Jordana zdobyła wielkie uznanie nie tylko w Polsce. Zgodnie z hasłem, które szerzył dr Jordan – o wychowaniu zdrowego pokolenia Polaków – na wzór Parku Jordana zaczęto otwierać podobne ogrody – zwane ogrodami jordanowskimi – w innych miastach galicyjskich, a wkrótce potem także w Warszawie, Płocku, Kaliszu, Lublinie, Katowicach. W 1929 powstało Towarzystwo Ogrodów Jordanowskich, które propagowało i wspierało zakładanie tego typu obiektów rekreacyjno-sportowych dla dzieci.

## Publikacje
- Nauka położnictwa dla użytku położnych, Kraków, 1872
- Praktyczne wskazówki dla kobiet, Kraków, 1884
- Przewodnik hygieniczny, Kraków, 1890 (wspólnie z Bolesławem Lutostańskim)
- O zabawach młodzieży, Kraków, 1891
- W sprawie wyższych kursów dla kobiet przy muzeum techniczno-przemysłowem w Krakowie, Kraków, 1892
- Z naszych problemów socyalnych, Kraków, 1893
- Miejski park w Krakowie, Kraków, 1894
- Towarzystwo tanich mieszkań dla robotników katolików w Krakowie, Kraków, 1898
- Cięcie cesarskie droga pochwy z następowem natychmiastowem wycięciem macicy z powodu raka części pochwowej, obok ciąży X. miesięcznej, Kraków, 1899
- O szpitalnictwie krajowem, Kraków, 1907
- Nauka o położnictwie dla użytku uczniów i lekarzy, Kraków, 1908

## Ordery i odznaczenia
- Krzyż Komandorski Orderu Odrodzenia Polski (pośmiertnie, 11 listopada 1936)[11]

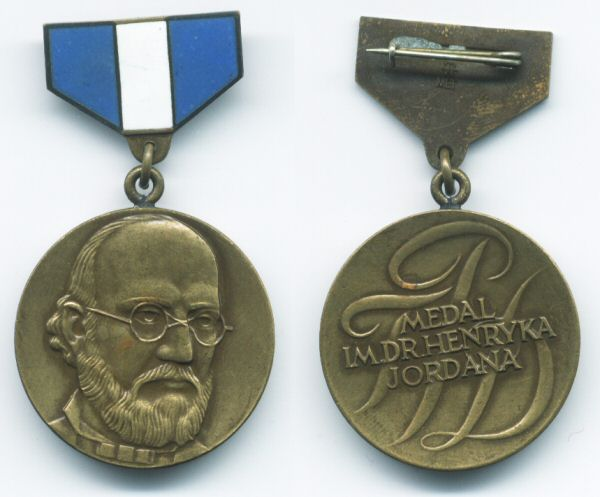
Medal im. dr. Henryka Jordana

## Upamiętnienie
Medalierstwo
- 1908 medal Jana Raszki na uczczenie zasług[12] ,
- W 1974 Towarzystwo Przyjaciół Dzieci ustanowiło Medal im. dra Henryka Jordana odznaczenie przyznawane za systematyczną pracę na polu rekreacji i usportowienia dzieci i młodzieży.

## Film
W 1978 Filip Bajon zrealizował film Zielona ziemia luźno oparty na biografii Henryka Jordana, którego zagrał Jan Pietrzak.